# Ґілліан Пранс
Сер Ґілліан Пранс (Ghillean Prance) (нар. 13 липня 1937) - видатний британський ботанік та еколог який опублікував багато наукових праць з систематики таких родин, як Chrysobalanaceae та Lecythidaceae, але особливу увагу приділяв питанню документування екології запилення Вікторії амазонської. Prance був директором Королівських ботанічних садиів в К'ю у 1988-1999 роках.

## Біографія
Пранс народився 13 липня 1937 року у Брандестоні, Саффолк, Англія. Освіту здобув у Malvern College та у Keble College Оксфордського університету, У 1963 році отримав Ph.D. з лісової ботаніки у Commonwealth Forestry Institute.
З 1963 року Пранс працював у Нью-йоркському ботанічному саду, спочатку молодшим науковим співробітником, а з 1988 року директором Інституту економічної ботаніки та старшим віце-президентом з науки. Значну частину роботи у Нью-йоркському ботанічному саду він присвятив проведенню широкомасштабних польових досліджень у районі Амазонки у Бразилії. Був директором Королівських ботанічних садів в К'ю з 1988 до 1999 року.

## Current work
Після виходу на пенсію він не залишив наукової діяльності, зокрема, потрібно відзначити його участь у  проекті Едем. Пранс, побожний християнин, є головою міжнародної екологічної християнської організації A Rocha та був президентом британської організації Christians in Science у 2002-08 роках.
Він бере активну участь у вирішенні екологічних питань, є опікуном Благодійного фонду Амазонки, та віце-президентом музею Nature in Art.

## Вшанування
У 1995 році Пранс був посвячений у лицарі. З 1961 рок він є членом Лондонського Ліннеївського товариства, з 1993 року член Лондонського королівського товариства та у 1999 році був удостоєний медалі Victoria Medal of Honour.
Два фотографічні портрети Пранса зберігаються у Національній портретній галереї у Лондоні.